# Knoop (statistiek)
In de statistiek spreekt men van een knoop als onder de waarnemingen in een steekproef van een stochastische variabele gelijke voorkomen. De knoop wordt in dat geval gevormd door deze gelijke waarnemingen. Bij steekproeven uit een discrete verdeling komen vaak knopen voor; bij een continue verdeling is de kans op een knoop 0, maar kunnen door afronding toch knopen ontstaan.
Als de analyse van de steekproef gebaseerd is op de rangnummers van de waarnemingen, zorgt de aanwezigheid van een of meer knopen voor problemen. In sommige gevallen krijgen de waarnemingen in een knoop als rangnummer het gemiddelde van de rangnummers die bij de knoop horen.

## Voorbeeld
De aantallen letters in de woorden van een kinderliedje zijn:
5, 6, 5, 4, 6, 5, 3, 6, 3, 6, 3, 5, 7, 3, 5, 4, 4, 2, 7, 5, 6, 5, 4, 6, 5, 3, 6
Geordend is dat:
2, 3, 3, 3, 3, 3, 4, 4, 4, 4, 5, 5, 5, 5, 5, 5, 5, 5, 6, 6, 6, 6, 6, 6, 6, 7, 7
Behalve het aantal 2 bestaat de hele steekproef uit knopen, namelijk de knoop 3, 3, 3, 3, 3 van lengte 5, de knoop 4, 4, 4, 4 van lengte 4, de knoop 5, 5, 5, 5, 5, 5, 5, 5 van lengte 8, de knoop 6, 6, 6, 6, 6, 6, 6 van lengte 7 en de knoop 7, 7 van lengte 2.